# Алваро Арбелоа
Алваро Арбелоа Кока (шп. Álvaro Arbeloa Coca; Саламанка, 17. јануар 1983) бивши је шпански фудбалер. Играо је на позицији одбрамбеног играча.

## Каријера
Фудбал је почео да игра у млађим селекцијама Сарагосе где је провео седам сезона. У сезони 2002/03. сели се у Мадрид где наступа за омладинску селекцију Реал Мадрида.
У периоду од 2003 до 2006. године наступаће за Реал Мадрид Б, где је у сезони 2004/05. одиграо и две утакмице за први тим Реала. 2006. године прелази у Депортиво ла Коруња, где ће остати само пола сезоне, да би 31. јануара 2007. потписао уговор са Ливерпулом уз обештећење од 4 милиона евра.
Свој први меч за Ливерпул Арбелоа ће одиграти 10. фебруара 2007. године против Њукасл јунајтеда. Дебитантски гол постигао је против Рединга 7. априла 2007. године. У Лиги шампиона дебитовао је у мечу против Барселоне на Ноу Кампу, мечу који је Ливепрул добио 2-1 и где је Арбелоа имао запажен учинак чувајући Лионела Месија. У мечу финала против Милана Арбелоа је ушао као замена у другом полувремену, међутим Ливерпул је изгубио тај меч са 2-1.
У наредне две сезоне у Ливерпулу Арбелоа је пружао добре партије и изборио се за место стандардног у првој постави. 18. априла 2009. године учествовао је у инциденту на мечу против Вест Бромвич Албиона, када га је после расправе са саиграчем из одбране Џејмијем Карагером овај одгурнуо на земљу те су их морали растављати саиграчи. Тренер Рафа Бенитез одбио је да коментарише догађај.
Дана 29. јула Реал Мардид и Ливерпул постижу договор око трансфера Арбелое у краљевски клуб уз обештећење од 4 милиона евра. Арбелоа је по повратку у Реал добио број 2 и заузео леву одбрамбену позицију. Дебитантски гол за Реал постигао је против Хереза 18. фебруара 2010. године, а свој други 28. марта у градском дербију против Атлетико Мадрида у победи од 3-2.
У августу 2016. године прешао је у Вест Хем.

## Репрезентација
За најбољу шпанску селекцију дебитовао је 26. марта 2008. године против Италије. Био је део тима који је освојио Европско првенство 2008. године.

## Трофеји

### Реал Мадрид
- Првенство Шпаније (1) : 2011/12.
- Куп Шпаније (2) : 2010/11, 2013/14.
- Суперкуп Шпаније (1) : 2012.
- Лига шампиона (2) : 2013/14, 2015/16.
- Суперкуп Европе (1) : 2014.
- Светско клупско првенство (1) : 2014.

### Репрезентација Шпаније
- Европско првенство (2) : 2008, 2012.
- Куп конфедерација (друго место) : 2013.
- Куп конфедерација (треће место) : 2009.
- Светско првенство (1) : 2010.